# رودلف ديكر
رودلف ديكر (بالألمانية: Rudolf Decker)‏ (13 أغسطس 1967 - ) هو لاعب كرة قدم ألماني في مركز الهجوم. لعب مع روت فايس أوبرهاوزن ونادي بوخوم ونادي دويسبورغ.

## وصلات خارجية
- رودلف ديكر على موقع قاعدة بيانات كرة القدم.إي يو (الإنجليزية)
- رودلف ديكر على موقع بيانات كرة القدم. دي إي (الألمانية)